# Línea 156 (Interurbanos Madrid)

Esquema de dársenas del intercambiador subterráneo de Plaza de Castilla

La línea 156 de la red de autobuses interurbanos de Madrid une la terminal subterránea del Intercambiador de Plaza de Castilla con el polígono industrial Moscatelares de San Sebastián de los Reyes.

## Características
Esta línea une las zonas industriales y de ocio de San Sebastián de los Reyes directamente con el norte de Madrid y viceversa, con un recorrido que dura aproximadamente 25 min entre cabeceras.
Se complementa con las líneas L4, 171, N102 y 180 (esta última sólo en sábados laborables y festivos) para dar servicio al centro comercial Plaza Norte 2, con las líneas 166 y L7 para dar servicio al polígono industrial Moscatelares.
Su recorrido de ida y vuelta no son el mismo: a la ida la línea en Alcobendas circula por la avenida Olímpica mientras que a la vuelta lo hace por la calle de la Marquesa Viuda de Aldama. En San Sebastián de los Reyes a vuelta circula brevemente por la avenida de España y por la calle Real.
En el polígono industrial Moscatelares la línea tiene un circuito neutralizado (esto es que el recorrido de vuelta no circula por las mismas calles que el de ida) puesto que las expediciones de ida tienen su cabecera en la avenida de Einstein, mientras que las expediciones de vuelta rodean el complejo comercial dando servicio al Plaza Norte 2 antes de volver a salir y continuar su viaje a Madrid.
Desde el 15 de mayo del 2020, la línea dejó de circular por la calle Real de San Sebastián de los Reyes, en su lugar lo hace por el paseo de Europa. Esto se debió a que el ayuntamiento de San Sebastián de los Reyes autorizó a los establecimientos a ocupar la calzada de la calle Real como terraza debido a las restricciones de aforo impuestas por las medidas durante la pandemia del COVID-19. Aunque se permitió la circulación en sentido norte, solo era para coches y se cortó el tráfico a autobuses en ambos sentidos, afectando a diversas líneas urbanas e interurbanas que circulaban por dicha calle Real de San Sebastián de los Reyes. Todas las líneas fueron desviadas y sus paradas trasladadas a las ya existentes en el paseo de Europa. Aunque actualmente se permite el tráfico hacia el norte en la calle Real de San Sebastián de los Reyes, todas las líneas de autobús ya tienen las rutas modificadas y no hay planes para que retomen sus antiguas rutas. Fueron varias las paradas que dejaron de operar que se encontraban dentro de la calle Real de San Sebastián de los Reyes, pero las que afectaron a la línea 156 fueron: 06782 - Calle Real - Calle de Carlos Ruiz, 06783 - Calle Real - Calle de las Higueras, 10476 - Calle Real - Calle Hontanillas,11983 - Calle Real - Centro de Salud, 06786 - Calle Real - Ayuntamiento y 06790 - Calle Real - Calle del Sacramento. Las paradas 06782 y 06790 siguen estando operativas por otras líneas.
El 8 de octubre del 2021 se creó la parada 20898 - Avenida de España - Calle de Viveros en la avenida de España de San Sebastián de los Reyes para las expediciones de vuelta, sirviendo para todas aquellas líneas que ya no circulaban por la calle Real y lo hacían por el paseo de Europa.
Siguiendo la numeración de líneas del CRTM, las líneas que circulan por el corredor 1 son aquellas que dan servicio a los municipios situados en torno a la A-1 y comienzan con un 1. Aquellas numeradas dentro de la decena 150 corresponden a aquellas que circulan por Alcobendas y San Sebastián de los Reyes. Particularmente, los números impares en la decena 150 circulan por Alcobendas y los números pares lo hacen por San Sebastián de los Reyes.
La línea no mantiene los mismos horarios todo el año, desde el 16 de julio al 31 de agosto se reducen el número de expediciones los días laborables entre semana (sábados laborables, domingos y festivos tienen los mismos horarios todo el año), además de los días excepcionales vísperas de festivo y festivos de Navidad en los que los horarios también cambian y se reducen.
Está operada por la empresa Interbus mediante la concesión administrativa VCM-101 - Madrid - Alcobendas - Algete - Tamajón (Viajeros Comunidad de Madrid) del Consorcio Regional de Transportes de Madrid.

### Sublíneas
Aquí se recogen todas las distintas sublíneas que ha tenido la línea 156, incluyendo aquellas dadas de baja. La denominación de sublíneas que utiliza el CRTM es la siguiente:
- Número de línea (156)
- Sentido de circulación (1 ida, 2 vuelta)
- Número de sublínea

Por ejemplo, la sublínea 156104 corresponde a la línea 156, sentido 1 (ida) y el número 04 de numeración de sublíneas creadas hasta la fecha.
Las sublíneas marcadas en negrita corresponden a sublíneas que actualmente se encuentran dadas de baja.
| Ida    | Ruta                          | Itinerario                                                                | Vuelta | Ruta                             | Itinerario                                                              |
| 156101 | -                             | Madrid - P.I. Moscatelares                                                | 156201 | No existe la ruta "-" de vuelta  | No existe la ruta "-" de vuelta                                         |
| 156102 | Desconocido                   | Desconocido                                                               | 156202 | Desconocido                      | Desconocido                                                             |
| 156103 | No existe la ruta "cc" de ida | No existe la ruta "cc" de ida                                             | 156203 | cc                               | P.I. Moscatelares (Avenida del Camino de lo Cortao) - Madrid            |
| 156104 | m                             | Madrid - P.I. Moscatelares, continúa a avenida de Matapiñonera            | 156204 | No existe la ruta "m" de vuelta  | No existe la ruta "m" de vuelta                                         |
| 156105 | scc                           | Madrid superficie - P.I. Moscatelares                                     | 156205 | scc                              | P.I. Moscatelares (Avenida del Camino de lo Cortao) - Madrid superficie |
| 156106 | sm                            | Madrid superficie - P.I. Moscatelares, continúa a avenida de Matapiñonera | 156206 | No existe la ruta "sm" de vuelta | No existe la ruta "sm" de vuelta                                        |

### Circuito neutralizado
La línea cuenta con lo que se denomina un circuito neutralizado o circuito interno, dentro del polígono industrial Moscatelares. Esta denominación se aplica a líneas cuyos recorridos de ida y de vuelta no discurren por las mismas calles, en concreto cuando al llegar al final del trayecto se realiza un recorrido circular antes de volver en sentido inverso. Un circuito neutralizado cumple unos propósitos:
- Dar servicio a una zona amplia, como por ejemplo en este caso el polígono, se realiza todo el recorrido "circular" dentro del polígono y se espera la hora de vuelta al final del mismo. Así el autobús procedente de Madrid no para parará dentro del polígono a esperar su hora de regreso, evitando así que los viajeros procedentes de Madrid con destino el polígono se detengan en el comienzo del mismo o en algún punto intermedio hasta esperar que comience el servicio de vuelta que se completa el recorrido por el polígono.
- Los viajeros que quieran moverse dentro del recorrido "circular" podrán hacerlo sin que el autobús se detenga.
- Como un punto de regulación de horarios y frecuencias. El servicio procedente de Madrid se detendrá una vez realizado todo el circuito interno del polígono, recogiendo a viajeros con destino Madrid y parará para establecer una hora de salida de vuelta correcta.

En el caso particular de la línea 156, el punto de espera está dentro del polígono, por lo que su recorrido se podría considerar algo intermedio entre un circuito neutralizado y una línea de ida/vuelta tradicional. Los viajeros procedentes de Madrid con destino algún punto del polígono que pertenezca al recorrido de "vuelta" deberán esperar a que el autobús reanude la marcha en el punto central del recorrido.
La naturaleza de los circuitos neutralizados (especialmente en líneas interurbanas con pocos servicios) es propenso a causar confusión y dificulta que los viajeros de vuelta conozcan con exactitud a que hora deberán esperar al autobús. Para un viajero que procede de Madrid esta peculiaridad es invisible; pero los viajeros dentro del circuito neutralizado que quieran volver, deberán prever la hora de llegada del servicio procedente de Madrid con antelación puesto que la hora de salida a Madrid se da al final del circuito neutralizado.
Una característica común a las líneas con circuito neutralizado son sus sublíneas. No disponen de una sublínea estándar de vuelta, sino que la sublínea de vuelta es aquella que se marca en el ordenador de a bordo al llegar al comienzo del circuito neutralizado. De esta manera, el autobús al llegar a la primera parada del circuito neutralizado comenzará a marcar en el cartel electrónico como destino Madrid, puesto que los viajeros de vuelta deberán subirse ahí ya que el autobús no volverá a pasar por esa parada de vuelta como una línea con un recorrido tradicional. A los viajeros procedentes de Madrid con destino un punto dentro del circuito neutralizado no se les pedirá abonar un billete ni picar el Abono Transportes al cambiar de recorrido, puesto que para ellos el autobús no se detiene, no ven el cambio del cartel electrónico, y se bajarán en la parada deseada sin que este cambio de trayecto en el ordenador de a bordo les afecte.
En el caso particular de la línea 156, el circuito neutralizado comienza (como bien indican las sublíneas de vuelta) en la entrada del polígono industrial Moscatelares: en calle del Camino de lo Cortao en la parada 11590. Desde aquí los servicios procedentes de Madrid marcarán en su ordenador de a bordo y en el cartel electrónico el destino Madrid. La línea realizará un recorrido "circular" en el polígono pero se detendrá dentro del mismo, en la parada 12218 en la avenida Matapiñonera. Será aquí cuando el autobús deberá detenerse para cumplir su hora programada de vuelta a Madrid en caso de haber llegado antes de la misma. Dicha hora es la que se muestra en los horarios de vuelta de la línea.
NOTA: Existe una discrepancia entre las sublíneas autorizadas y el circuito neutralizado que se realiza. Según los horarios del CRTM y la empresa concesionaria, la línea se detiene en la avenida de Einstein en la parada 12216. Es aquí desde donde se realiza la salida a Madrid y los autobuses se paran a esperar la hora programada de vuelta. En cambio en las sublíneas se encuentran algunas que sugieren un recorrido circular por el complejo comercial, terminando en la avenida Matapiñonera, pero en cambio estas expediciones terminan en la parada mencionada en la avenida de Einstein.
Existen algunos servicios de la línea que proceden directamente del polígono, en cuyo caso se desconoce si existe una hora programada fija para comenzar su recorrido al comienzo del circuito, pero la hora de salida hacia Madrid se mantiene. Aproximadamente debería ser 5 minutos antes de la hora programada hacia Madrid, puesto que aproximadamente se tardan 25 minutos en llegar al polígono, y basándose en los horarios de vuelta el servicio de vuelta se realiza tras 30 minutos de la salida de Madrid.
En el corredor 1 la situación de circuito neutralizado se da en las líneas 155, 155B, 156, 157, 157C, 161 y 171.

## Horarios

### 1 septiembre - 15 julio
| Lunes a viernes laborables | Lunes a viernes laborables | Sábados laborables, domingos y festivos | Sábados laborables, domingos y festivos |
| Madrid > Moscatelares      | Moscatelares > Madrid      | Madrid > Moscatelares                   | Moscatelares > Madrid                   |
| 06:40                      | 06:20                      | 07:25                                   | 07:25                                   |
| 07:00                      | 06:40                      | 07:55                                   | 07:50                                   |
| 07:15                      | 07:20                      | 08:25                                   | 08:20                                   |
| 07:35                      | 07:40                      | 08:55                                   | 08:50                                   |
| 08:00                      | 07:55                      | 09:25                                   | 09:20                                   |
| 08:15                      | 08:15                      | 09:55                                   | 09:50                                   |
| 08:35                      | 08:35                      | 10:25                                   | 10:20                                   |
| 08:50                      | 08:55                      | 10:55                                   | 10:55                                   |
| 09:05                      | 09:15                      | 11:25                                   | 11:30                                   |
| 09:20                      | 09:30                      | 11:55                                   | 12:00                                   |
| 09:50                      | 10:00                      | 12:25                                   | 12:30                                   |
| 10:10                      | 10:25                      | 12:55                                   | 13:00                                   |
| 10:30                      | 10:40                      | 13:25                                   | 13:30                                   |
| 10:50                      | 11:00                      | 13:55                                   | 14:00                                   |
| 11:10                      | 11:20                      | 14:25                                   | 14:30                                   |
| 11:30                      | 11:40                      | 14:55                                   | 15:00                                   |
| 11:50                      | 12:00                      | 15:25                                   | 15:30                                   |
| 12:10                      | 12:20                      | 15:55                                   | 16:00                                   |
| 12:30                      | 12:40                      | 16:25                                   | 16:30                                   |
| 12:50                      | 13:00                      | 16:55                                   | 17:00                                   |
| 13:10                      | 13:20                      | 17:25                                   | 17:30                                   |
| 13:30                      | 13:40                      | 17:55                                   | 18:00                                   |
| 13:50                      | 14:00                      | 18:25                                   | 18:30                                   |
| 14:10                      | 14:20                      | 18:55                                   | 19:00                                   |
| 14:30                      | 14:40                      | 19:25                                   | 19:30                                   |
| 14:50                      | 15:00                      | 19:55                                   | 20:00                                   |
| 15:10                      | 15:20                      | 20:25                                   | 20:30                                   |
| 15:30                      | 15:40                      | 21:00                                   | 21:00                                   |
| 15:50                      | 16:00                      | 21:30                                   | 21:30                                   |
| 16:10                      | 16:20                      | 21:30                                   | 21:30                                   |
| 16:30                      | 16:40                      | 22:00                                   | 22:00                                   |
| 16:50                      | 17:00                      | 22:30                                   | 22:30                                   |
| 17:10                      | 17:20                      | 23:00                                   | 23:00                                   |
| 17:30                      | 17:40                      | 00:00                                   | 23:30                                   |
| 17:50                      | 18:00                      | 01:00                                   | 00:30                                   |
| 18:10                      | 18:20                      |                                         | 01:30                                   |
| 18:30                      | 18:40                      |                                         |                                         |
| 18:55                      | 19:10                      |                                         |                                         |
| 19:15                      | 19:35                      |                                         |                                         |
| 19:35                      | 20:00                      |                                         |                                         |
| 20:00                      | 20:30                      |                                         |                                         |
| 20:30                      | 21:00                      |                                         |                                         |
| 21:00                      | 21:30                      |                                         |                                         |
| 21:30                      | 22:00                      |                                         |                                         |
| 22:00                      | 22:30                      |                                         |                                         |
| 22:30                      | 23:00                      |                                         |                                         |
| 23:00                      | 23:30                      |                                         |                                         |
| 23:30                      | 00:00                      |                                         |                                         |
| 00:00                      | 00:30                      |                                         |                                         |
| 01:00                      | 01:30                      |                                         |                                         |

### 16 julio - 31 agosto
| Lunes a viernes laborables | Lunes a viernes laborables | Sábados laborables, domingos y festivos | Sábados laborables, domingos y festivos |
| Madrid > Moscatelares      | Moscatelares > Madrid      | Madrid > Moscatelares                   | Moscatelares > Madrid                   |
| 07:05                      | 06:30                      | 07:25                                   | 07:25                                   |
| 07:35                      | 07:00                      | 07:55                                   | 07:50                                   |
| 08:05                      | 07:30                      | 08:25                                   | 08:20                                   |
| 08:35                      | 08:00                      | 08:55                                   | 08:50                                   |
| 09:05                      | 08:30                      | 09:25                                   | 09:20                                   |
| 09:35                      | 09:00                      | 09:55                                   | 09:50                                   |
| 10:05                      | 09:30                      | 10:25                                   | 10:20                                   |
| 10:35                      | 10:00                      | 10:55                                   | 10:55                                   |
| 11:05                      | 10:30                      | 11:25                                   | 11:30                                   |
| 11:35                      | 11:00                      | 11:55                                   | 12:00                                   |
| 12:05                      | 11:30                      | 12:25                                   | 12:30                                   |
| 12:35                      | 12:00                      | 12:55                                   | 13:00                                   |
| 13:05                      | 12:30                      | 13:25                                   | 13:30                                   |
| 13:35                      | 13:00                      | 13:55                                   | 14:00                                   |
| 14:05                      | 13:30                      | 14:25                                   | 14:30                                   |
| 14:35                      | 14:00                      | 14:55                                   | 15:00                                   |
| 15:05                      | 14:30                      | 15:25                                   | 15:30                                   |
| 15:35                      | 15:00                      | 15:55                                   | 16:00                                   |
| 16:05                      | 15:30                      | 16:25                                   | 16:30                                   |
| 16:35                      | 16:00                      | 16:55                                   | 17:00                                   |
| 17:05                      | 16:30                      | 17:25                                   | 17:30                                   |
| 17:35                      | 17:00                      | 17:55                                   | 18:00                                   |
| 18:05                      | 17:30                      | 18:25                                   | 18:30                                   |
| 18:35                      | 18:00                      | 18:55                                   | 19:00                                   |
| 19:05                      | 18:30                      | 19:25                                   | 19:30                                   |
| 19:35                      | 19:00                      | 19:55                                   | 20:00                                   |
| 20:05                      | 19:30                      | 20:25                                   | 20:30                                   |
| 20:35                      | 20:00                      | 21:00                                   | 21:00                                   |
| 21:05                      | 20:30                      | 21:30                                   | 21:30                                   |
| 21:35                      | 21:00                      | 21:30                                   | 21:30                                   |
| 22:05                      | 21:30                      | 22:00                                   | 22:00                                   |
| 23:00                      | 22:00                      | 22:30                                   | 22:30                                   |
| 23:30                      | 22:30                      | 23:00                                   | 23:00                                   |
| 00:00                      | 23:00                      | 00:00                                   | 23:30                                   |
| 01:00                      | 23:30                      | 01:00                                   | 00:30                                   |
|                            | 00:00                      |                                         | 01:30                                   |
| 00:30                      |                            |                                         |                                         |
| 01:30                      |                            |                                         |                                         |

## Recorrido y paradas

### Sentido San Sebastián de los Reyes (Polígono industrial Moscatelares)
La línea inicia su recorrido en el intercambiador subterráneo de Plaza de Castilla, en la dársena 4 (los servicios que parten desde la superficie del intercambiador de Plaza de Castilla lo hacen desde la dársena 43), en este punto se establece correspondencia con todas las líneas de los corredores 1 y 7 con cabecera en el intercambiador de Plaza de Castilla. En la superficie efectúan parada varias líneas urbanas con las que tiene correspondencia, y a través de pasillos subterráneos enlaza con las líneas 1, 9 y 10 del Metro de Madrid.
Tras abandonar los túneles del intercambiador subterráneo, la línea sale al paseo de la Castellana, donde tiene una primera parada frente al Hospital La Paz (subida de viajeros). A partir de aquí sale por la M-30 hasta el nudo de Manoteras y toma la vía de servicio de la A-1.
En la vía de servicio tiene 4 paradas que prestan servicio al área industrial y empresarial de la A-1 hasta llegar al km. 16, donde toma la salida en dirección a Alcobendas y se adentra en el casco urbano.
Dentro del casco urbano de Alcobendas, circula por la avenida Olímpica (2 paradas), la calle de Francisca Delgado (sin paradas) y el bulevar de Salvador Allende (sin paradas) hasta llegar a la rotonda de Moscatelares. En ella toma el paseo de Europa (3 paradas) recorriéndolo hasta que se desvía hacia la avenida del Camino de lo Cortao donde tiene su cabecera.
En el circuito neutralizado del polígono industrial recorre la avenida del Camino de lo Cortao (2 paradas), se desvía hacia la avenida de la Fuente Nueva (1 parada) y llega hasta su cabecera en la avenida de Einstein (algunas expediciones de ida realizan este recorrido completo hasta aquí sin volver a Madrid).
| Código | Zona | Localidad                  | Denominación                                                 | Ubicación                                        | Líneas de la parada | Metro             |
| --- | ---- | -------------------------- | ------------------------------------------------------------ | ------------------------------------------------ | --- | ----------------- |
| 17472D |      | Madrid                     | Intercambiador de Plaza de Castilla - Dársena 4              | Avenida de Asturias Nº2                          | 156 | Plaza de Castilla |
| Cabecera de las expediciones que salen desde la superficie del Intercambiador de Plaza de Castilla |      |                            |                                                              |                                                  | |                   |
| 18074B |      | Madrid                     | Intercambiador de Plaza de Castilla - Dársena 43             | Paseo de la Castellana Nº195                     | 173 174 152C 156 161 N102                                                                                                 | Plaza de Castilla |
| Paradas del itinerario normal |      |                            |                                                              |                                                  | |                   |
| 3253 |      | Madrid                     | Paseo de la Castellana - Hospital La Paz                     | Paseo de la Castellana Nº304 - Acceso Nudo Norte | 173 174 176 151 152C 153 154C 155 155B 156 157 157C 159 161 171 181 182 183 184 185 191193194195196197N101 N102 N103 N104 | Begoña            |
| 3261 |      | Madrid                     | Avenida de Burgos - Avenida de Francisco Pi y Margall        | Avenida de Burgos km. 10,3                       | 173 174 176 151 152C 153 154C 155 155B 156 157 157C 159 161 171 181 182 183 184 185 N101 N102 N103                        |                   |
| 06686 |      | Madrid                     | Avenida de Burgos - Centro Comercial Sanchinarro             | Avenida de Burgos Nº133                          | 151 152C 153 154C 155 156 157 157C 158 159 161 171 181 182 183 184 185 N101 N102 N103                                     |                   |
| 06687 |      | Madrid                     | Avenida de Burgos - Dominicos                                | Avenida de Burgos km. 11,3                       | 151 152C 153 154C 155 156 157 157C 158 159 161 171 181 182 183 184 185 N101 N102 N103                                     |                   |
| 06689 |      | Alcobendas                 | Carretera A-1 - Calle de Cuesta Blanca                       | Carretera de Irún km. 13,7                       | 151 152C 153 154C 156 158 159 161 171 181 182 183 184 185 N101 N102 N103                                                  |                   |
| 06690 |      | Alcobendas                 | Carretera de Irún - Concesionario                            | Carretera de Irún km. 14,7                       | 151 152C 153 154 154C 156 157 158 161 N103                                                                                |                   |
| 06691 |      | Alcobendas                 | Avenida Olímpica - Centro Comercial La Vega                  | Avenida Olímpica Nº9                             | 151 152C 153 154 154C 156 158 161 171 N103                                                                                |                   |
| 06692 |      | Alcobendas                 | Avenida Olímpica - Pabellón deportivo                        | Avenida Olímpica Nº3A                            | 151 152C 153 154 154C 156 158 161 171 181 182 183 191193194195196197N103 N104VAC-242                                      |                   |
| 15192 |      | San Sebastián de los Reyes | Paseo de Europa - Avenida del Juncal                         | Paseo de Europa Nº26                             | 152C 154 156 161 180 181 182 183 191193194195196197N103 N1044 7                                                           |                   |
| 06693 |      | San Sebastián de los Reyes | Paseo de Europa - Calle de María Santos Colmenar             | Paseo de Europa S/N.º                            | 152C 154 156 161 180 181 182 183 191 193 194 195 196 197 N103 N104 4 7                                                    |                   |
| 17237 |      | San Sebastián de los Reyes | Paseo de Europa - Calle de Leopoldo Gimeno                   | Paseo de Europa Nº26                             | 152C 154 156 161 180 181 182 183 N103 4 7                                                                                 |                   |
| 11590 |      | San Sebastián de los Reyes | Avenida del Camino de lo Cortao - Avenida Matapiñonera       | Avenida del Camino de lo Cortao Nº2              | 156 166 7 |                   |
| A partir de aquí comienza el servicio de vuelta, y se cambian los carteles electrónicos hacia Madrid. La hora de paso por esta parada es aproximadamente 20 minutos después de salir de Madrid. Algunos servicios no vuelven a Madrid |      |                            |                                                              |                                                  | |                   |
| 11592 |      | San Sebastián de los Reyes | Avenida del Camino de lo Cortao - Avenida de la Fuente Nueva | Avenida del Camino de lo Cortao Nº12             | 156 166 7 |                   |
| 12219 |      | San Sebastián de los Reyes | Avenida de la Fuente Nueva Nº14                              | Avenida de la Fuente Nueva Nº16                  | 156 |                   |
| 12216 |      | San Sebastián de los Reyes | Avenida de Einstein - Centro Comercial Megapark              | Avenida de Einstein S/N.º                        | 156 |                   |
| Algunos servicios finalizan aquí su recorrido, aquellos que continúan a Madrid esperarán aquí a la hora programada de salida |      |                            |                                                              |                                                  | |                   |

### Sentido Madrid (Plaza de Castilla)
El recorrido en sentido Madrid es igual al de ida pero en sentido contrario excepto en determinados puntos:
- La línea tiene un circuito neutralizado dentro del polígono industrial Moscatelares, recorriendo el interior del polígono de manera circular antes de salir de vuelta a la vía de servicio de la A-1. Partiendo de la avenida del Camino de lo Cortao, dentro del polígono recorre la avenida del Camino Nuevo, avenida de la Fuente Nueva y avenida de Einstein (algunas expediciones de ida realizan este recorrido completo hasta aquí sin volver a Madrid).
- Partiendo de la avenida de Einstein, gira hacia la avenida del Juncal (2 paradas), dando servicio al Centro Comercial Plaza Norte 2. Vuelve a girar hacia la avenida Matapiñonera (4 paradas) y realiza una parada adicional en la calle Real antes de volver al paseo de Europa.
- Dentro de San Sebastián de los Reyes la línea recorre todo el paseo de Europa y al llegar a la rotonda de Moscatelares se incorpora a la avenida de España, donde realiza una parada hasta llegar al cruce con la calle Real y gira hacia la calle de la Marquesa Viuda de Alcobendas.
- En Alcobendas circula por la calle de la Marquesa Viuda de Aldama y calle de la Libertad antes de salir a la vía de servicio de la A-1.
- La parada 06690 - Carretera de Irún - Concesionario no tiene pareja para las expediciones de vuelta.
- En la vía de servicio de la A-1 realiza adicionalmente las paradas 06864 - Carretera A-1 - El Encinar de los Reyes y 3265 - Avenida de Burgos Nº87 - Paso Elevado. Las parejas de las paradas 06864 y 3265 no se realizan a la ida.

| Código | Zona | Localidad                  | Denominación                                                             | Ubicación                                  | Líneas de la parada                                                                                       | Metro             |
| --- | ---- | -------------------------- | ------------------------------------------------------------------------ | ------------------------------------------ | --- | ----------------- |
| La hora de paso por esta parada es aproximada, aproximadamente 5 minutos antes de cumplir la hora de salida exacta                                               |      |                            |                                                                          |                                            | |                   |
| 11590 |      | San Sebastián de los Reyes | Avenida del Camino de lo Cortao - Avenida Matapiñonera                   | Avenida del Camino de lo Cortao Nº2        | 156 166 7                                                                                                 |                   |
| 11592 |      | San Sebastián de los Reyes | Avenida del Camino de lo Cortao - Avenida de la Fuente Nueva             | Avenida del Camino de lo Cortao Nº12       | 156 166 7                                                                                                 |                   |
| 12219 |      | San Sebastián de los Reyes | Avenida de la Fuente Nueva Nº14                                          | Avenida de la Fuente Nueva Nº16            | 156 |                   |
| 12216 |      | San Sebastián de los Reyes | Avenida de Einstein - Centro Comercial Megapark                          | Avenida de Einstein S/N.º                  | 156 |                   |
| La hora programada de vuelta se cumple desde esta parada |      |                            |                                                                          |                                            | |                   |
| Los servicios hacia Madrid no continuarán el viaje hasta cumplir la hora programada de vuelta. Algunos servicios no vuelven a Madrid y no continúan el recorrido |      |                            |                                                                          |                                            | |                   |
| 15684 |      | San Sebastián de los Reyes | Avenida del Juncal - Plaza Norte                                         | Avenida del Juncal Nº2                     | 156 |                   |
| 15685 |      | San Sebastián de los Reyes | Avenida del Juncal - Plaza Norte                                         | Avenida del Juncal Nº4                     | 156 |                   |
| 15392 |      | San Sebastián de los Reyes | Avenida Matapiñonera - Camino del Juncal                                 | Avenida Matapiñonera Nº24                  | 156 171 180 N102 4                                                                                        |                   |
| 12820 |      | San Sebastián de los Reyes | Avenida Matapiñonera - Plaza Norte                                       | Avenida Matapiñonera Nº24                  | 156 171 180 N102 4                                                                                        |                   |
| 12217 |      | San Sebastián de los Reyes | Avenida Matapiñonera - Avenida del Cerro del Águila                      | Avenida Matapiñonera Nº24                  | 156 171 180 N102 4                                                                                        |                   |
| 12218 |      | San Sebastián de los Reyes | Avenida Matapiñonera - Avenida del Camino de lo Cortao                   | Avenida Matapiñonera Nº6                   | 156 171 180 N102 4                                                                                        |                   |
| 20899 |      | San Sebastián de los Reyes | Calle Real - Cementerio                                                  | Calle Real Nº118                           | 156 166 N102 4 5                                                                                          | Reyes Católicos   |
| 17238 |      | San Sebastián de los Reyes | Paseo de Europa - Calle de Leopoldo Gimeno                               | Paseo de Europa Nº26                       | 152C 156 161 171 180 181 182 183 184 N102 N103 4 5                                                        |                   |
| 06751 |      | San Sebastián de los Reyes | Paseo de Europa - Parque Picos de Olite                                  | Paseo de Europa Nº26                       | 152C 156 161 171 180 181 182 183 184 191 193 194 195 196 197 N102 N103 N104 VAC-2424 5                    |                   |
| 15191 |      | San Sebastián de los Reyes | Paseo de Europa - Avenida de España                                      | Paseo de Europa Nº26                       | 152C 156 161 171 180 181 182 183 184 191193194195196197N102 N103 N1044 5                                  |                   |
| 20898 |      | San Sebastián de los Reyes | Avenida de España - Calle de Viveros                                     | Avenida de España Nº6                      | 152C 156 161 171 N102 4 5                                                                                 |                   |
| 06780 |      | Alcobendas                 | Calle de la Marquesa Viuda de Aldama - Travesía del Cañón                | Calle de la Marquesa Viuda de Aldama S/N.º | 152C 154 154C 156 161 171 N101                                                                            |                   |
| 06755 |      | Alcobendas                 | Calle de la Marquesa Viuda de Aldama - Calle de Nuestra Señora del Pilar | Calle de la Marquesa Viuda de Aldama Nº14  | 151 152C 153 154 154C 156 158 161 171 827 828 N101 2 5 10                                                 |                   |
| 06768 |      | Alcobendas                 | Calle de la Libertad - Calle de Julián Baena Castro                      | Calle de la Libertad Nº26                  | 06768 A 154 158 171 06768 B 152C 154C 161 N101 5 06768 C 151 153 156                                      |                   |
| 06863 |      | Alcobendas                 | Carretera A-1 - Calle de Cuesta Blanca                                   | Carretera de Irún km. 14,2                 | 151 152C 153 154C 156 158 159 161 171 181 182 183 184 185 N101 N102 N103                                  |                   |
| 06864 |      | Alcobendas                 | Carretera A-1 - El Encinar de los Reyes                                  | Carretera de Irún km. 13                   | 151 152C 153 154C 155 156 158 159 161 171 181 182 183 184 185 N101 N102 N103                              |                   |
| 06865 |      | Madrid                     | Avenida de Burgos - Dominicos                                            | Avenida de Santo Domingo de la Calzada Nº1 | 151 152C 153 154C 155 156 157 157C 158 159 161 171 181 182 183 184 185 N101 N102 N103                     |                   |
| 50000 |      | Madrid                     | Avenida de Burgos - Centro Financiero                                    | Avenida de Burgos Nº135                    | 151 152C 153 154C 155 156 157 157C 158 159 161 171 181 182 183 184 185 N101 N102 N103                     |                   |
| 3602 |      | Madrid                     | Avenida de Burgos Nº93                                                   | Avenida de Burgos km. 10,1                 | 173 174 176 SE833 151 152C 153 154C 155 155B 156 157 157C 159 161 171 181 182 183 184 185 N101 N102 N103  |                   |
| 3265 |      | Madrid                     | Avenida de Burgos Nº87 - Paso Elevado                                    | Avenida de Burgos Nº87                     | 173 174 176 SE833 151 152C 153 154C 155 155B 156 157 157C 159 161 171 181 182 183 184 185 N101 N102 N103  |                   |
| 10550 |      | Madrid                     | Paseo de la Castellana - Hospital La Paz                                 | Paseo de la Castellana Nº296               | 151 152C 153 154C 155 155B 156 157 157C 159 161 181 182 183 184 185 191193194195196197N101 N102 N103 N104 | Begoña            |
| Terminal de las expediciónes que terminan en la superficie del Intercambiador de Plaza de Castilla                                                               |      |                            |                                                                          |                                            | |                   |
| 18074 |      | Madrid                     | Intercambiador de Plaza de Castilla                                      | Paseo de la Castellana Nº195               | Descenso antes de la dársena 42                                                                           | Plaza de Castilla |
| Terminal del itinerario normal |      |                            |                                                                          |                                            | |                   |
| 17472 |      | Madrid                     | Intercambiador de Plaza de Castilla                                      | Avenida de Asturias Nº2                    | Descenso en las dársenas 8, 9 y 10.                                                                       | Plaza de Castilla |